# Lewis Stone
Lewis Shepard Stone (ur. 15 listopada 1879 w Worcester, zm. 12 września 1953 w Beverly Hills) – amerykański aktor, nominowany do Oscara za rolę w filmie Patriota.

## Filmografia
- 1914: The Bargain
- 1922: Romans królewski jako Rudolf Rassendyll / King Rudolf V
- 1925: Zaginiony świat jako Sir John Roxton
- 1927: Prywatne życie Heleny Trojańskiej jako Menelaus
- 1928: Patriota jako hrabia Pahlen
- 1928: Władczyni miłości jako doktor Hugh Trevelyan
- 1929: Dzikie orchidee jako John Sterling
- 1929: Madame X jako Louis Floriot
- 1930: Romans jako Cornelius Van Tuyl
- 1930: Szary dom jako James Adams
- 1931: Natchnienie jako Raymond Delval
- 1931: Grzech Madelon Claudet jako Carlo Boretti
- 1931: Mata Hari jako Andriani
- 1932: Ludzie w hotelu jako doktor Otternschlag
- 1933: Królowa Krystyna jako Axel Oxenstierna
- 1934: Dziewczyna z Missouri jako Frank Cousins
- 1934: Wyspa skarbów jako Kapitain Smollett
- 1935: David Copperfield jako pan Wickfield
- 1935: Chińskie morza jako Tom Davids
- 1937: Więzień królewski jako kardynał
- 1938: Andy Hardy zakochany jako sędzia James K. Hardy
- 1949: Any Number Can Play jako Ben Gavery Snelerr
- 1950: Key to the City jako sędzia Silas Standish
- 1952: Scaramouche jako Georges de Valmorin, ojciec Philippe'a oraz zastępczy ojciec Andre
- 1952: Więzień Zendy jako kardynał